# 聖埃倫娜德瓦伊倫

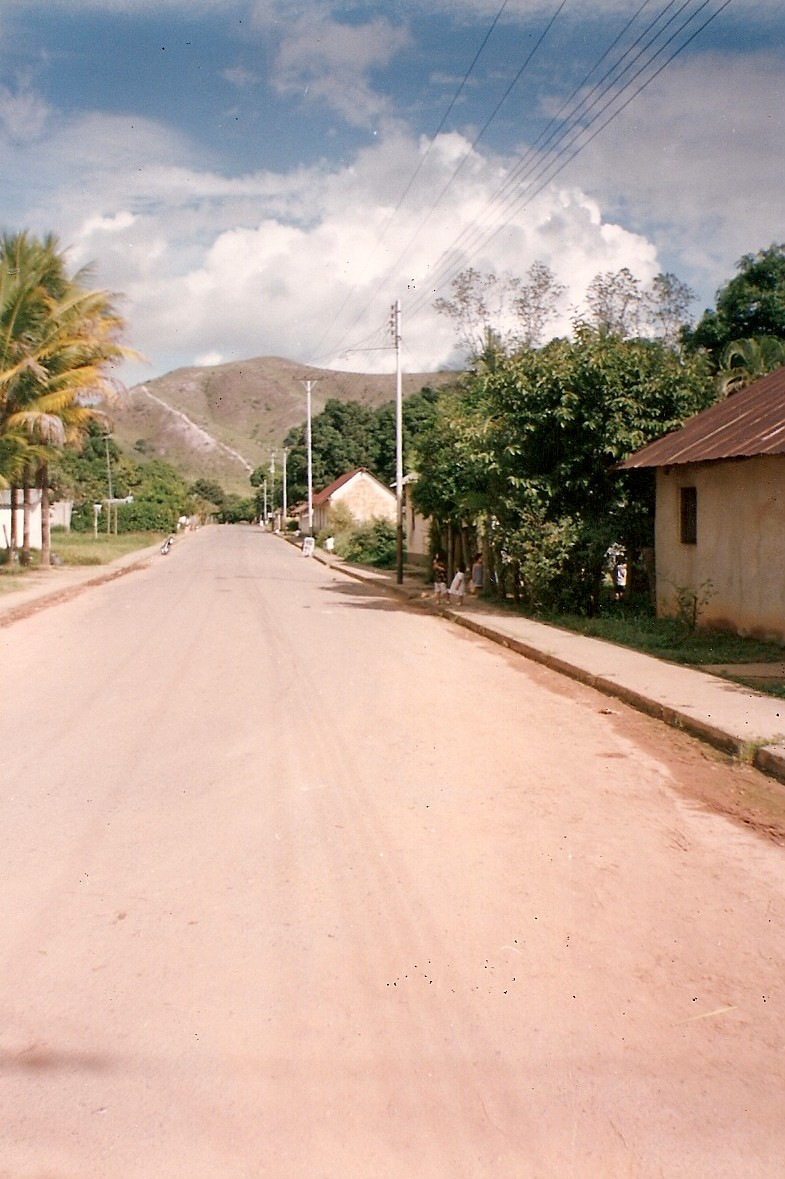

4°36′7″N 61°6′40″W / 4.60194°N 61.11111°W
聖埃倫娜德瓦伊倫（西班牙語：Santa Elena de Uairén），是委內瑞拉的城市，位於該國西部玻利瓦爾州，是大薩瓦納市的首府，始建於1923年11月13日，海拔高度900米，2006年人口29,795。